# Manambolo (fleuve)
Le Manambolo est un fleuve du versant ouest de Madagascar. Il se jette dans le Canal du Mozambique.

## Géographie
Le Manambolo traverse la Réserve naturelle intégrale du Tsingy de Bemaraha.